# Alejandro Romahn
Alejandro Romahn – nacido como Alejandro Raúl Romahn y Díaz – (Distrito Federal; 16 de marzo de 1949-19 de febrero de 2023) fue un futbolista mexicano que jugó como delantero izquierdo en varios equipos profesionales de la primera división de fútbol de México, debutando con los Toros del Atlético Español, el Club América, Laguna FC y Puebla, entre otros. También fue seleccionado nacional de México. Era conocido por su velocidad y por oportunismo y aparecer en los momentos precisos para anotar goles en los partidos.

## Biografía
Hijo de Juan Romahn Rojas, reconocido basquetbolista profesional mexicano de los años 40 y de Altagracia Díaz Anguiano. Hermano de Juan Egberto Romahn Díaz. Residió toda su vida en Naucalpan de Juárez, Estado de México y el último año vivió en el estado de Querétaro en México, con su esposa, María del Carmen Socorro Martínez Zárate y su hijo Alejandro Romahn Martínez. También tiene una hija de nombre Sandra Paola Romahn Rábago, a quien procreó de un primer matrimonio. Tiene un nieto de nombre Alan Vidal Romahn, hijo de Sandra Paola.

## Carrera deportiva
El primer registro de Alejandro Romahn aparece en 1972, cuando fue dado de alta con los Toros del Atlético Español, conjunto con el que se mantuvo hasta 1974, año en el que pasó a las filas del Club América, escuadra en la que se mantuvo hasta 1976, justo cuando los Canarios (ahora llamadas Águilas) consiguieron su tercer campeonato en el máximo circuito. En aquella temporada, la 1975-76, América dominó la Primera División del futbol mexicano, pues terminó como líder en la fase regular, con 53 unidades, producto de 23 triunfos, siete empates y ocho derrotas.
Ya en la Liguilla, las Águilas comenzaron el camino al título con un 1-0 sobre Tecos de la UAG, en los cuartos de final, posteriormente superó 2-0 al Unión Curtidores, resultado que les dio el pase a la final, instancia en la que vencieron 4-0 a los Leones Negros de la Universidad de Guadalajara.
Alejandro Romahn dejó al América en 1976, año en el que firmó para el CF Laguna, conjunto en el que solo estuvo una temporada, pues para 1977 regresó al Atlético Español, donde comenzó su carrera, pero en esta ocasión su etapa solo duraría dos años. Los Camoteros del Puebla fue el último equipo de Alejandro Romahn, conjunto en el que el atacante se mantuvo entre 1979 y 1980.
Romahn hizo dos apariciones internacionales con la selección de fútbol de México, las cuales ganaron contra la selección de fútbol de Estados Unidos (3-1 y 1-0).

## Distinciones
- Campeón Mexicano Liga Mexicana (Club América, 1976)